# André Gosselin
André Gosselin est un horticulteur, agronome, professeur, chercheur et entrepreneur québécois né en 1956 à Saint-Laurent-de-l'Île-d'Orléans.

## Honneurs
- 2018 - Chevalier de l'Ordre national du Québec[3]
- 2017 - Professeur émérite de l'Université Laval[1]
- 2015 - Ordre du Mérite agronomique de l'Ordre des agronomes du Québec[4]
- 2009 - Prix Lionel-Boulet[2]
- 1995 - Médaille de distinction agronomique de l'Ordre des agronomes du Québec[5]
- Fellow de l'American Society for Horticultural Science[6]